# Aralia atropurpurea
Aralia atropurpurea är en araliaväxtart som beskrevs av Adrien René Franchet. Aralia atropurpurea ingår i släktet Aralia och familjen Araliaceae. Inga underarter finns listade.